# Via Condotti

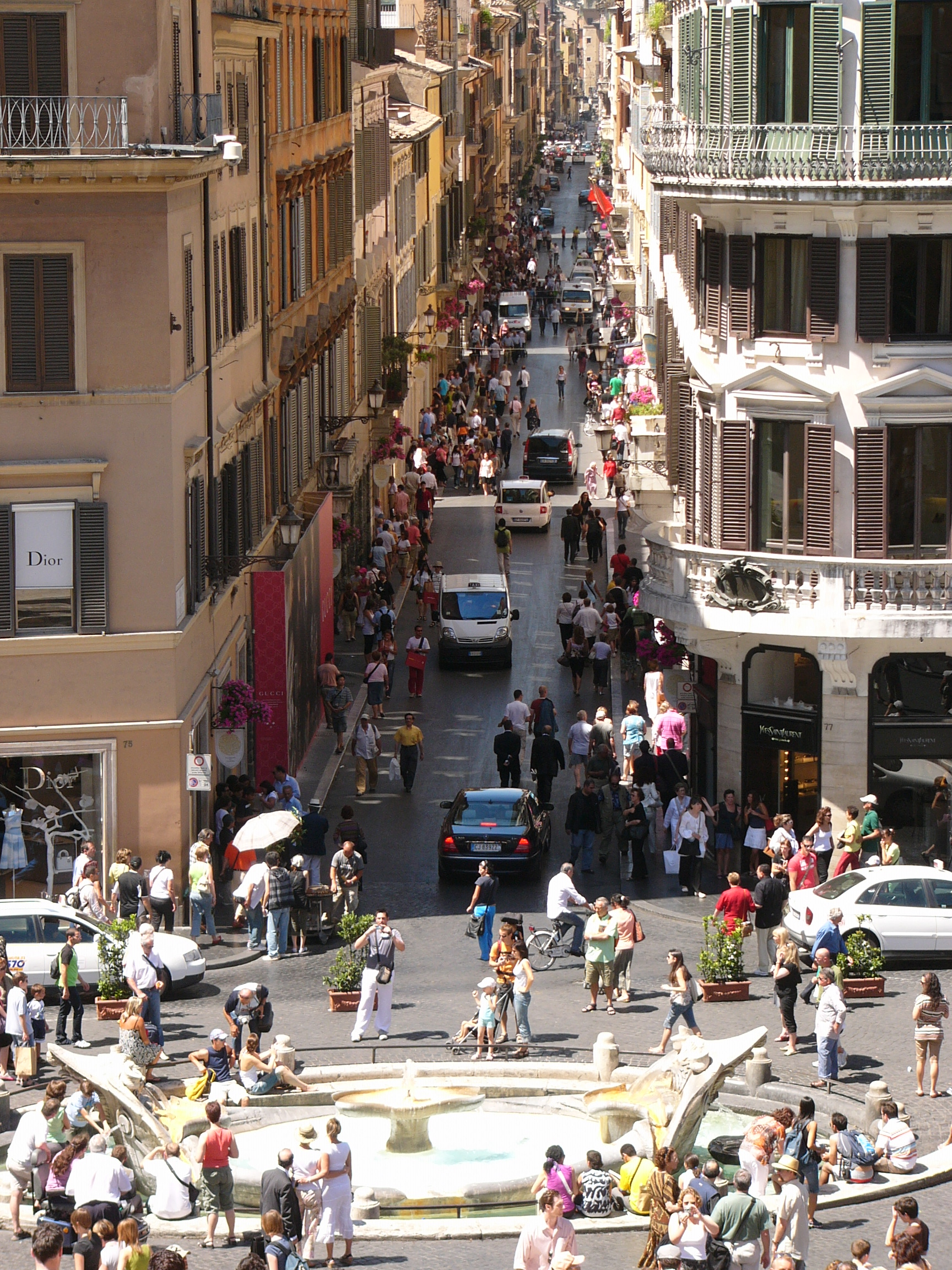
Via Condotti vanaf de Spaanse Trappen

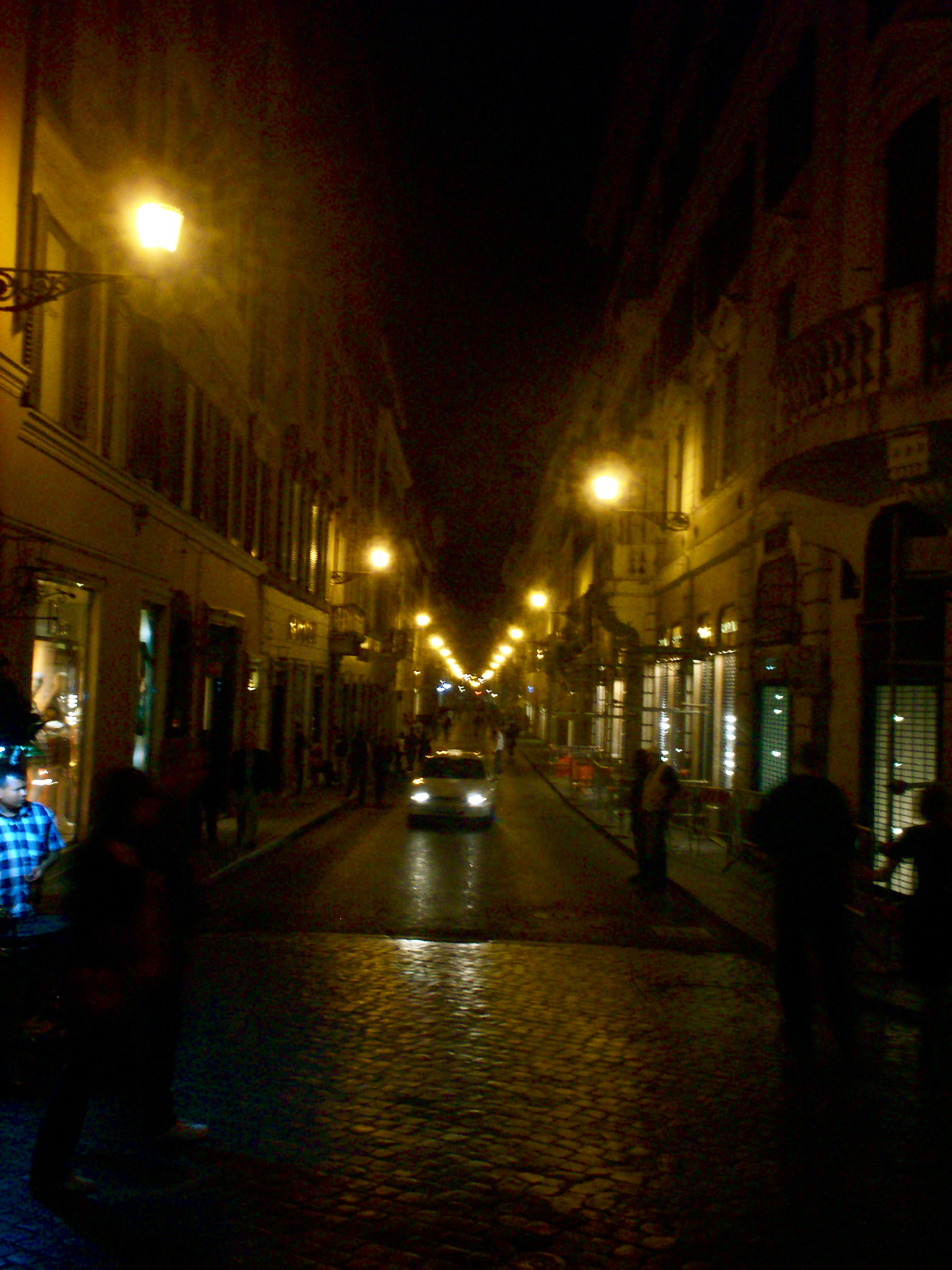
Via Condotti bij nacht

De Via Condotti (of: Via dei Condotti) is een van de belangrijkste, en de duurste winkelstraat van de Italiaanse hoofdstad Rome.

## Luxe winkels
De relatief korte Via dei Condotti loopt van de Via del Corso naar het Piazza di Spagna. De straat is vooral bekend vanwege de winkels met een groot luxe gehalte: juweliers zoals Cartier en kledingzaken zoals Damiani, Dior en Yves Saint Laurent. De prijzen van de producten die de winkels in deze straat verkopen zijn dan ook relatief hoog.
Een van de bekendste zaken aan de Via dei Condotti is echter een café: het Antico Caffè Greco, de plaats waar talloze beroemdheden van hun kopje koffie hebben genoten. Het bijna 250 jaar oude café hanteert overigens prijzen die bij de omgeving passen.
Echte Romeinen winkelen niet of nauwelijks meer in de Via dei Condotti: dat voorrecht is voorbehouden aan vermogende bezoekers van de Italiaanse hoofdstad. Ook op het aangelegen plein Piazza di Spagna beginnen de Romeinen te verdwijnen, en maken deze plaats voor luidruchtige toeristen die zich nestelen op de Spaanse Trappen.

## Palazzo Malta
Op het nummer 68 ligt het Palazzo Malta (ook Palazzo di Malta of Palazzo dell'Ordine di Malta), het belangrijkste van de twee hoofdkwartieren van de Maltezer Orde, een soevereine, religieuze orde van de Rooms-katholieke Kerk. Het heeft een extraterritoriale status van de Italiaanse overheid en is eigendom van de Orde.